# 毛士龍
毛士龍（？—？），字伯高，號禹门，南直隶常州府宜興縣人。

## 生平
万历四十年（1612年）壬子科应天乡试举人，四十一年（1613年）联捷癸丑科進士，起家杭州推官，泰昌元年十月考选，擢刑科给事中，过同里何士晋寓，值杨涟至，士龙未与涟谋面，屏后闻涟语，即出见定交，群小嫉之。首劾姚宗文阅视乖张。杨涟去国，抗疏请留。天启改元正月疏论“三案”，力言孙慎行、陆梦龙、陆大受、何士晋、马德沣、王之寀、杨涟等有功社稷，而魏浚辈丑正害直之罪。帝是之。内侍刘朝、田诏、刘进忠等五人以盗宫貲下刑部狱，尚书黄克缵庇之，是年五月，司礼监王安罢，魏进忠用事。诏等进重赂，令其下李文盛等上疏鸣冤，进忠即传旨贷其死罪。大学士刘一燝等多次执奏。旨下刑科，士龙抄参者三，旨几中寝。克缵乃陈其冤状，而请付之热审。进忠不从，传旨立即释放。士龙大愤，弹劾黄克缵阿旨骫法，不可为大臣，且指数刘朝等罪甚悉。由是进忠及诸阉衔士龙次骨。进忠广开告密，诬天津废将陈天爵交通李承芳，逮其一家五十余人，下诏狱。士龙即劾锦衣卫指挥使骆思恭及诬告者罪。进忠憾张后抑己，诬为死囚孙二所出，布散流言。士龙请究治妖言奸党并主使逆徒，进忠益憾。
至九月，士龙劾顺天府丞邵辅忠奸贪，两人互相上疏攻讦，士龙削籍为民，辅忠落职闲住。
天啓四年冬，魏璫令其私人张讷劾吏部尚书赵南星坏政十罪，并及士龙，再命削籍。明年三月入之汪文言狱词，遣戍山西平阳卫。及邵辅忠起用兵部侍郎，六年十二月，御史刘徽复摭辅忠前奏，劾士龙纳访犯万金，下法司逮治。士龙知忠贤必杀己，夜中逾墙遁，其妾不知也，谓有司杀之，被发号泣于道，有司无如之何。士龙乃潜至家，载妻子浮太湖以免。
崇祯元年，朝士为士龙称冤，诏尽赦其罪。士龙始诣阙谢恩，命复官致仕，竟不召用。至崇祯十四年，同邑周延儒再次任首辅，始起漕储副使，督苏松诸郡粮。明年冬，入为太仆寺少卿。又明年春，擢左佥都御史。时左都御史李邦华、副都御史惠世扬皆未至任，士龙独掌院事。帝尝语辅臣：“往例御史巡方，类微服访民间。近高牙大纛，气凌巡抚，且公署前后皆通窦纳贿，每奉使，富可敌国，宜重惩。”士龙闻，劾逮福建巡按御史李嗣京。十月谢病归。国变后卒。

## 亲属
士龙虽与同邑辅相周延儒为姻亲而无私，人益钦其清峻。侄毛元策，壬午举人，著《五先斋集》，文行俱优。